# Нижній Шидлуд
Нижній Шидлу́д (рос. Нижний Шидлуд) — присілок в Можгинському районі Удмуртії, Росія.
Урбаноніми:
- вулиці — Ставкова

## Населення
Населення — 27 осіб (2010; 49 в 2002).
Національний склад станом на 2002 рік:
- удмурти — 96 %